# Justizvollzugsanstalt Heimsheim
Die Justizvollzugsanstalt Heimsheim liegt südlich der A 8 nahe der Ausfahrt Heimsheim zwischen Rutesheim und Pforzheim. Die Anstalt wurde im Jahr 1990 in Betrieb genommen und dient der Unterbringung von erwachsenen männlichen Straftätern.

## Geschichte
Die Stadt Heimsheim wurde im Herbst 1978 mit einer vom Land Baden-Württemberg beabsichtigten Einrichtung konfrontiert, die den Heimsheimer Gemeinderat und die Bürgerschaft sehr stark beschäftigte. Das Land Baden-Württemberg beabsichtigte ein an der Autobahn Stuttgart-Karlsruhe gelegenes Grundstück zur Einrichtung einer Justizvollzugsanstalt zu kaufen. Als diese Kaufabsicht bekannt wurde, stieß sie bei der Stadt und bei den Bürgern auf strikte Ablehnung.
Während im Jahre 1978 davon die Rede war, bei Heimsheim eine Einweisungs- und Transportanstalt mit 400 Haftplätzen zu bauen, in der die Gefangenen auf Grund der besonderen Zweckbestimmung längstens 3 Monate verbleiben sollten, wurde im Jahre 1985 mitgeteilt, dass in Heimsheim ein normales Gefängnis gebaut werden sollte und zwar als Ersatz für das Ludwigsburger Gefängnis, das aufgelöst werden sollte. So wird im Heimatbuch der Stadt Heimsheim über die Entscheidung der Landesregierung von Baden-Württemberg zur Gründung der Justizvollzugsanstalt Heimsheim berichtet. Als Ersatz für die Ludwigsburger Vollzugseinrichtung wurde die neue Justizvollzugsanstalt in Heimsheim bestimmt. Die vorhandenen Pläne wurden entsprechend der nun festgelegten Zweckbestimmung für eine Belegungsfähigkeit von rund 467 Haftplätzen, einschließlich der Transportzentrale Baden-Württemberg, angepasst.
Die dem Neubau zugrundeliegende architektonische Konzeption sieht innerhalb einer knapp einen Kilometer langen Umfassungsmauer auf dem etwa 6 Hektar großen Gelände zwei kreuzförmige Gefängnisunterkunftsgebäude, ein Werkstattgebäude für verschiedene Betriebe, ein Versorgungs- und Verwaltungsgebäude und eine Sporthalle mit einer Außensportanlage vor. Baubeginn war im Herbst 1986, im Mai 1990 wurde die Anstalt bezogen.
Die ursprüngliche Planung, die nicht umgesetzt wurde, wirkt sich jedoch bis heute aus. Die beiden Unterkunftsbereiche tragen noch heute die Bezeichnungen „E-Bau“ („Einweisungsbau bzw. Einweisungsanstalt“) und „T-Bau“ („Transportbau bzw. Transportanstalt“).
Im Jahre 1996 war der zusätzliche Ausbau eines Luftgeschosses zu einem Gefangenenunterkunftsbereich abgeschlossen. Das erweiterte Garagen- und Lagergebäude konnte im Herbst 2000 bezogen werden. Durch einen Anbau an ein Unterkunftsgebäude wurden zum Februar 2004 weitere 26 Haftplätze und Wohnküchen geschaffen.
Die Justizvollzugsanstalt auf dem Mittelberg bei Heimsheim ist allerdings nicht das erste Gefängnis, das sich auf dem Gebiet der Stadt Heimsheim befindet. Bereits im 19. Jahrhundert beherbergte das Graevenitz´sche Schloß in Heimsheim in den heutigen Räumlichkeiten der Stadtbücherei, das „örtliche Gefängniß zugleich als Stations Gefängniß“, das „hierzu die erforderliche Sicherheit“ gewährte, so die Oberamtsbeschreibung Leonberg 1843.
Als Außenstelle gehört zu der Justizvollzugsanstalt Heimsheim die Vollzugseinrichtung in Ludwigsburg. In Ludwigsburg handelt es sich um eine Einrichtung des offenen Vollzugs (Freigängerheim), das dort seit dem Jahre 1983 betrieben wird.
Erster Anstaltsleiter war für die ersten Monate nach Eröffnung Herr Ltd. Regierungsdirektor Maximilian Schumacher, der zum 1. Januar 1991 als Leiter in die Justizvollzugsanstalt Stuttgart-Stammheim wechselte. Sein Nachfolger, Herr Ltd. Regierungsdirektor Hubert Fluhr, trat seinen Dienst 39-jährig als Leiter der JVA Heims-heim am 1. Januar 1991 an, wobei er diese durchgehend bis zum 30. September 2016 leitete. Herr Rafael Binkowski beschrieb am 27. April 2014 in der Stuttgarter Zeitung sowie der Leonberger Kreiszeitung die JVA Heimsheim seinerzeit treffend als „Kleinstadt“ mit „ihrer guten Seele“.
Für das Jahr 2023 ist die Inbetriebnahme eines weiteren modularen Erweiterungsbaus für bis zu 120 Ersatzfreiheitsstrafgefangene geplant.

## Zuständigkeit
Die Zuständigkeiten der Justizvollzugsanstalten in Baden-Württemberg sind im Vollstreckungsplan des Landes geregelt.

### Zentrale Heimsheim und Außenstelle Ludwigsburg
| sachliche Zuständigkeit                                     | örtliche Zuständigkeit                                                                     |
| ----------------------------------------------------------- | ------------------------------------------------------------------------------------------ |
| Freiheitsstrafen von mehr als 6 Monaten bis 1 Jahr 3 Monate | LG Karlsruhe (AG Bretten, AG Leonberg, AG Stuttgart, AG Stuttgart-Bad Cannstatt), LG Ulm   |
| Freiheitsstrafen von mehr als 1 Jahr und 3 Monaten          | LG Stuttgart (AG Böblingen, AG Leonberg, AG Stuttgart, AG Stuttgart-Bad Cannstatt), LG Ulm |

## Aufgaben
Aufgabe des Strafvollzuges ist bei erwachsenen Straftätern das vom Gesetzgeber, dem Landtag Baden-Württemberg, in § 1 JVollzGB III verbindlich formulierte Anliegen, nämlich die Gefangenen zu befähigen, künftig in sozialer Verantwortung ein Leben ohne Straftaten zu führen. Der Schutz der Allgemeinheit vor weiteren Straftaten ist die weitere Aufgabe des Strafvollzugs (§ 2 Abs. 1 JVollzGB I).
Bei Jugendstrafgefangenen hat der Vollzug die kriminalpräventive Aufgabe des Schutzes der Bürger vor Straftaten junger Leute, so § 2 Abs. 1 JVollzGB I. Die jungen Gefangenen sollen zu einem Leben in sozialer Verantwortung ohne Straftaten erzogen werden (§ 1 JVollzGB IV).
Die Vernachlässigung des Arbeits- und Leistungsbereiches sowie familiärer und sonstiger sozialer Pflichten, Verhältnis zu Geld und Eigentum, ein unstrukturiertes Freizeitverhalten und eine fehlende Lebensplanung sind Indikatoren, die eine unmittelbare kriminelle Gefährdung eines Menschen anzeigen. Umgekehrt ist eine sogenannte „kriminoresistente Konstellation“ charakterisiert durch Erfüllung der sozialen Pflichten, zu denen zentral eine geordnete Berufstätigkeit gehört, im Weiteren durch ein adäquates Anspruchsniveau, die Gebundenheit an eine geordnete Häuslichkeit und an ein Familienleben und ein realistisches Verhältnis zu Geld und Eigentum. Folglich hat der Vollzug die Aufgabe Behandlungsmaßnahmen anzubieten: Training für konstantes Arbeitsverhalten, Umgang mit Geld, Aufbau tragfähiger Beziehungen, rücksichtsvolles Leben mit anderen, Leben mit sich selbst in Zufriedenheit, sinnvolle Freizeitgestaltung, gekonnter Umgang mit Aggressionen, Abbau von delinquentem Verhalten, Abbau von Suchtverhalten.
Als Grundsatz für die Gestaltung des Vollzugs hat der Gesetzgeber im § 2 Abs. 2 JVollGB III und § 2 Abs. 3 JVollzGB IV bestimmt, dass das Leben im Vollzug den allgemeinen Lebensverhältnissen so weit wie möglich angeglichen werden soll. Ferner ist der Vollzug darauf einzurichten, dass er dem Gefangenen hilft, sich in das Leben in Freiheit einzugliedern.

## Daten und Fakten
| Ort                              | Belegungsfähigkeit |
| -------------------------------- | ------------------ |
| Heimsheim                        | 480                |
| Durchgangshaft Transportzentrale | 67                 |
| Außenstelle Ludwigsburg          | 42                 |